# 欧阳煜
欧阳煜（？—1914年6月22日），原籍四川省遂宁县，寄居贵州省铜仁县，中国民主革命家、军事将领。

## 生平
欧阳煜早年在武昌的陆军第三中学堂学习，在校期间适逢武昌起义爆发，他参加武昌起义，任战时司令部参谋官，后调任第一兵站部长。1911年底，他到上海，作为贵州代表参加各省都督府代表聯合會会议。1913年二次革命中四川独立，他任熊克武的参谋，卸任后在汉口賦闲。
1914年，张百麟等人接到贵州的报告，得知袁世凯将原贵州都督杨荩诚在上海所购的军械调拨给护军使刘显世，该批军械将取道湘西运往贵州。他们遂派凌霄潜赴湖南，组织劫夺军械，并就地起义。凌霄到常德后，准备了两个方案，一是起义成功便占领湘西，二是起义不成便炸毁该批军械。因事泄，起义未举行便被镇压，凌霄、欧阳煜、李贵成（惠臣）、田文魁（云卿）等人在常德被汤芗铭部逮捕，后于6月22日被执行枪决（其中凌霄中弹未死，后逃走）。欧阳煜去世时年仅23岁。
欧阳煜在被捕后的供词如下：
一、欧阳煜据供：二十三岁，原籍四川遂宁县人，寄居贵州铜仁县。起义时出任副总统参谋，去岁四川独立，又充熊克武之参谋，卸职后即在汉口賦闲。后闻贵州陆军刘营长领有大批军火已运到常，当即会同李惠臣等多人来常集议办法，拟在常勾结常德、桃源、辰州一带退伍目兵以便利用此项军火举事，将有成，即被拘获。今蒙讯问，所供是实。